# Marek Erhardt
Marek Erhardt (n. 9 mai 1969, Hamburg) este un actor și actor de voce german.